# Khoubana
Khoubana è un comune dell'Algeria, situato nella provincia di M'Sila.